# 東洋精糖
東洋精糖株式会社（とうようせいとう、英: Toyo Sugar Refining Co., Ltd.）は、日本の製糖会社。

## 概要
『みつ花印』ブランドで砂糖の販売を行っているほか、機能性食品・化粧品の素材を製造販売している。2024年3月期の売上構成は砂糖事業89.8%、機能素材事業10.2%となっている。
2025年3月までは丸紅系列であったが、三菱商事系列の塩水港精糖と双日系列のフジ日本精糖と、系列を超え共同で太平洋製糖を設立し製造業務の委託をおこなっている。
古くからの東京証券取引所1部上場会社であるが、1950年代には横井英樹からの買占攻勢を受けたり、1983年3月中間期末で38億円の債務超過にまで経営が悪化し上場廃止になる懸念が生じた。そこで、1983年10月には塩水港精糖と共同で太平洋製糖を設立し、生産を委託することによって経営の改善を図った。
また、子会社を通じて不動産業にも進出していたが業績不振となり2000年3月期では27億円の最終赤字となり、丸紅からの第三者割当増資を受けるなど財務について救済を受けたことがある。
1974年から長野県で経営していた「白樺湖ビューホテル」も経営が悪化、2006年3月に運営子会社を解散した。同ホテルは株式会社クリアックス／スタディー（東京・池袋）に売却され、現在は格安ホテルチェーンである「伊東園ホテルグループ」のひとつとなっている。
2025年3月、伊藤忠商事・住友商事系のウェルネオシュガーによるTOBが成立。同年6月に上場を廃止し、同社の完全子会社となった。

## 沿革
- 1949年（昭和24年）11月 資本金1,000万円で東洋精糖株式会社設立。
- 1951年（昭和26年）12月 食糧庁から日産原糖処理能力120トンの査定を受ける。
- 1953年（昭和28年）3月 東京証券取引所1部上場。
- 1953年（昭和28年）11月 江東区猿江に小名木川工場を完成し、日産原糖処理能力560トン（小名木川工場450トン、砂町工場110トン）となる。
- 1954年（昭和29年）3月 大阪証券取引所1部上場（2003年に廃止）。
- 1957年（昭和32年）東洋精糖事件起こる。会社の内紛に乗じて横井英樹が34%の株を買い占め、信用取引を利用した大事件となった[4]。
- 1963年（昭和38年）8月 粗糖の自由化に伴い、工場能力の増強を図り、日産原糖処理能力1,005トンとなる。
- 1964年（昭和39年）7月 丸紅株式会社と販売総代理店契約締結。
- 1974年（昭和49年）8月 ステビオサイドの分離精製方法に係わる特許出願。
- 1978年（昭和53年）3月 当社の関係会社ヨート興産株式会社を吸収合併し、資本金22億8,800万円となる。
- 1983年（昭和58年）10月 塩水港精糖と共同で太平洋精糖を設立、砂糖生産を委託
- 1985年（昭和60年）1月 千葉県市原市に千葉工場（ステビア）を完成し、生産を開始。
- 1990年（平成2年）9月 酵素処理ルチンの生産開始。
- 1999年（平成11年）4月 東洋フーヅ株式会社を吸収合併。
- 2005年（平成17年）6月 酵素処理イソフラボンの生産開始。
- 2025年（令和7年）3月 ウェルネオシュガーによる株式公開買付けが成立[5]。
- 2025年（令和7年）6月 東京証券取引所スタンダード市場上場廃止。株式併合によりウェルネオシュガーの完全子会社となる。

## 関係会社

### 連結子会社
- トーハン（東京都中央区）（砂糖事業・食品事業）

### 関係会社
- 太平洋製糖（横浜市鶴見区）